# Foulbec
Foulbec – miejscowość i gmina we Francji, w regionie Normandia, w departamencie Eure.
Według danych na rok 1990 gminę zamieszkiwało 411 osób, a gęstość zaludnienia wynosiła 35 osób/km² (wśród 1421 gmin Górnej Normandii Foulbec plasuje się na 522. miejscu pod względem liczby ludności, natomiast pod względem powierzchni na miejscu 256).